# Trustorhärvan
Trustor AB var ett investmentbolag som sommaren 1997 blev uppköpt av den engelska adelsmannen Jonathan Guinness, även känd som Lord Moyne och där verksamheten och uppköpet i en form som kom att kallas företagsplundring sedan kom att granskas rättsligt. Flera rättegångar hölls under 1990-talet och 2000-talet men endast en av de inblandade, Thomas Jisander, fälldes för brott.
Jonathan Guinness hade förvärvat aktierna i Trustor genom att ta pengar från Trustor och betala ut till den tidigare ägaren. Detta är inte tillåtet enligt svensk rätt. Initialt trodde man att bolaget plundrats på upp till 600 miljoner kronor, men när alla tillgångar var räknade - och utdelade till aktieägarna - så hade de flesta pengar återfunnits och värdet av aktierna dubblats. Tillgångarna i Trustor hade, innan affären genomfördes, systematiskt undervärderats av den tidigare huvudägaren, P-O Norberg. Som en konsekvens av Lord Moynes förvärv av Trustor AB, och skandalen som följde, såldes alla Trustor AB:s tillgångar och när så deras rätta värden hade realiserats ledde det till att aktiekursen steg kraftigt. Efter den likvidation av Trustor AB som följde, och när alla pengar till slut hade delats ut till aktieägarna, hade de fått tillbaka nästan dubbelt så mycket som aktierna var värda innan Lord Moyne förvärvade Trustor AB. 
Fem personer ingick i vad de själva kallade Team Moyne. Dessa fem var Jonathan Guinness alias Lord Moyne, Joachim Posener, Thomas Jisander, Peter Mattson, samt Lindsay Smallbone. Samtliga fem blev därefter misstänkta för brott i samband med Trustorhärvan. Polis och massmedia misstänkte att Joachim Posener var hjärnan bakom bolagsförvärvet, men inget har någonsin kunnat bevisas i domstol.

## Investeringen i Trustor
Mattsson och Jisander tog på vintern 1996-1997 kontakt med olika aktiemäklare varvid Mattsson presenterade sig som personligt ombud för en av Englands rikaste män, Lord Moyne (Jonathan Guinness). Detta ledde så småningom till att Lord Moyne köpte ut Trustors dåvarande huvudägare, Per-Olov Norberg.
Jisander berättade i ett avsnitt av P3 Dokumentär om Trustorhärvan att Norberg hade gett uppskov med betalningen av Lord Moynes köpeskilling så att betalningen av själva aktierna kunde ske 5 dagar efter att Lord Moyne fått aktierna. Detta var avgörande för att affären skulle kunna genomföras då Lord Moyne saknade de nödvändiga pengarna till förvärvet. Aktierna som Lord Moyne köpte var röststarka A-aktier, vilket innebar att Moyne köpte 17% av företaget men fick över 50% av rösterna och därmed kontroll över bolaget. Köpeskillingen var cirka 241 miljoner kronor.

## Slutskede
Journalisten Gunnar Lindstedt som hade blivit misstänksam till köpet av Trustor, skrev i Svenska Dagbladet en artikel om situationen. Polis och åklagare slog kort därpå till mot Trustors kontor och säkrade viss dokumentation. Trustor gick som svar ut med att de ämnade hålla en presskonferens den 5 november 1997 med Jisander, Mattsson, Smallbone och Lord Moyne närvarande. När presskonferensen skulle hållas blev istället samtliga häktade.
Thomas Jisander och Peter Mattsson fick fem respektive tre år fängelse i tingsrätten, men friades i hovrätten.
År 2009 dömdes Thomas Jisander till 1,5 års fängelse för att ha förskingrat runt 20 miljoner kronor som han förde över till stiftelser i Liechtenstein som han själv kontrollerade. Han är den enda person som har blivit dömd för sin medverkan i Trustorförvärvet.
Det finns inte längre några kvarstående brottsmisstankar mot någon av de inblandade. Preskriptionstiden för de eventuella brotten gick ut i juni 2007.